# Футтерман, Ника
Ника Футтерман (англ. Nika Futterman; род. 25 октября 1969, Нью-Йорк) — американская актриса озвучивания и телевидения. Наиболее известна озвучиванием Асажж Вентресс в мультсериале «Звёздные войны: Войны клонов» и Луны Лауд в мультсериале «Мой шумный дом». Номинантка на премию «Энни».

## Биография
Ника Футтерман родилась Нью-Йорке в семье еврейского происхождения. Есть один ребёнок.

## Карьера
Среди первых ролей актрисы — появления в эпизодах телесериалах «Надежда Чикаго» и «Мерфи Браун».

### Озвучивание
Озвучивала множество ролей в различных мультсериалах, в том числе «Эй, Арнольд!», «Котопёс», «Майк, Лу и Ог», «Кибер 9: Новый рассвет», «Патруль Зула», «ChalkZone», «Ким Пять-с-плюсом», «Аватар: Легенда об Аанге», «Мой друг — обезьяна», «Умелец Мэнни», «Фанбой и Чам Чам», «Гуппи и пузырики», «Юные титаны, вперёд!», «Санджей и Крейг», «Рыцари Тенкай», «Мой шумный дом», «Затерянные в стране Оз», и «Дом: Приключения Типа и О». Помимо этого, исполнила роли второго плана в мультсериалах «Бросок кобры: G.I. Joe: Дезертиры», «Бэтмен: Отважный и смелый» и «Мстители: Величайшие герои Земли».
Озвучила Асажж Вентресс в мультфильме «Звёздные войны: Войны клонов», в «Звёздные войны: Войны клонов», а также в некоторых видеоиграх и аудиокниге. Участвовала в телепередаче «Behind the Force» вместе с актёрами Эшли Экштейн и Джеймсом Арнольдом Тэйлором и режиссёром Дейвом Филони. Также озвучила Барсучиху Стикс в мультсериале «Соник Бум».

### Исполнение песен
Исполнила строки «Give it to me, baby» в песне группы The Offspring «Pretty Fly (for a White Guy)» и бэк-вокал в записи песни «Careless Whisper» дуэта Wham! для одного из эпизодов телесериала «Корпорация детей». Также исполнила вступительную песню в мультсериале «Мой друг — обезьяна», вокал героини Женщины-кошки в одном из эпизодов мультсериала «Бэтмен: Отважный и смелый».

## Фильмография

### Мультипликационные сериалы
- Аватар: Легенда об Аанге / Avatar: The Last Airbender — Смеллерби
- Бэтмен: Отважный и смелый / Batman: The Brave and the Bold — Женщина-кошка, Лашина[4]
- Вспыш и чудо-машинки / Blaze and the Monster Machines — Паулина
- Вуди Вудпекер[англ.] / Woody Woodpecker — Кнотхэд
- Гуппи и пузырики / Bubble Guppies — Сэнди
- DC девчонки-супергерои / DC Super Hero Girls — Девушка-ястреб
- Доктор Плюшева / Doc McStuffins — Рози
- Земля до начала времён / The Land Before Time — мать Руби, Али[4]
- Касагранде / The Casagrandes — Алексис Флорес, Луна Лауд
- Ким Пять-с-плюсом / Kim Possible — Зита Флорес[12]
- Кибер 9: Новый рассвет[англ.] / Xyber 9: New Dawn — Анаконда
- Кларенс / Clarence — Сэмми[4]
- Клуб Микки Мауса / Mickey Mouse Clubhouse — поющий замо́к
- Котопёс / CatDog — Лола Карикола
- Легенда о Корре / The Legend of Korra — Аннан[4]
- Любимчик учителей[англ.] / Teacher’s Pet — Маргарита Ратонсита
- Майк, Лу и Ог[англ.] / Mike, Lu & Og — Майк Мазинский
- Майя и Мигель[англ.] / Maya & Miguel — Мигель Сантос[4]
- Микки и весёлые гонки / Mickey and the Roadster Racers — Куку-Лока, Миссис Тандербум, Куку Ла-Ла
- Минни мультики[англ.] / Minnie’s Bow-Toons — Куку-Лока
- Мой друг — обезьяна / My Gym Partner’s a Monkey — Адам Лайон, мисс Хамелеон, Маргарет Райно, Донна Дорсал
- Мой шумный дом / The Loud House — Луна Лауд, Борис, миссис Солтер[4]
- Мстители: Величайшие герои Земли / The Avengers: Earth’s Mightiest Heroes — Сиф, Хела[4]
- Мстители, общий сбор! / Avengers Assemble — Гамора[4]
- Начало времён[англ.] / Rolling with the Ronks! — Мила
- Патруль Зула / The Zula Patrol — Виг
- Пингвины из Мадагаскара / The Penguins of Madagascar — автоматический женский голос, рекламная руководительница
- Приключения Пигли Уинкса / Jakers! The Adventures of Piggley Winks — Шеймус, Шон
- Рога и копыта. Возвращение / Back at the Barnyard — Стэмпс[4]
- Родни-бельчонок[англ.] / Squirrel Boy — Ванда Финкстер
- Рыцари Тенкай / テンカイナイト — Бени/Венетта
- Санджей и Крейг / Sanjay and Craig — Белль Перчик[4]
- Великий Человек-паук / Ultimate Spider-Man — Гамора[4]
- Соник Бум / Sonic Boom — Барсучиха Стикс[10]
- София Прекрасная / Sofia the First — предсказательница[4]
- Спецагент Арчер / Archer — Сиа
- Стражи Галактики / Guardians of the Galaxy — Анжела[4]
- Супергеройский отряд / The Super Hero Squad Show — Капитан Бразилия
- Удивительная Ви / Vampirina — Баттонс
- Ужасные приключения Билли и Мэнди / The Grim Adventures of Billy & Mandy — Дора
- Умелец Мэнни / Handy Manny — Руля, Дергунчик и Габриэлла[13]
- Фанбой и Чам Чам / Fanboy & Chum Chum — Чам Чам[4]
- Халк и агенты У.Д.А.Р. / Hulk and the Agents of S.M.A.S.H. — Гамора, Лиландра Нерамани[4]
- Хранитель Лев / The Lion Guard — Зира
- Шиммер и Шайн[англ.] / Shimmer and Shine — Далия
- Шоу Тома и Джерри / The Tom and Jerry Show — Полли[4]
- Эй, Арнольд! / Hey Arnold! — Ольга Патаки
- Юные титаны, вперёд! / Teen Titans Go! — Соня Кончита Эрнандес[4]

### Мультипликационные фильмы
| Год  |    | Русское название                                  | Оригинальное название                                 | Роль                         |
| ---- | -- | ------------------------------------------------- | ----------------------------------------------------- | ---------------------------- |
| 2003 | мф | Паутина Шарлотты 2: Великое приключение Уилбура   | Charlotte’s Web 2: Wilbur’s Great Adventure           | крысята                      |
| 2005 | мф | Земля до начала времён 11: Вторжение Мелкозавров  | The Land Before Time XI: Invasion of the Tinysauruses | Рокки                        |
| 2006 | мф | Земля до начала времён 12: Великий День Летунов   | The Land Before Time XII: The Great Day of the Flyers | братья и сёстры Питри, Триша |
| 2008 | мф | Космос: Территория смерти                         | Dead Space: Downfall                                  | Алисса Винсент               |
| 2013 | мф | Скуби-Ду! Маска Голубого сокола                   | Scooby-Doo! Mask of the Blue Falcon                   | Дженнифер Северин            |
| 2016 | мф | DC девчонки-супергерои: Старшая школа супергероев | DC Super Hero Girls: Super Hero High                  | Девушка-ястреб               |
| 2016 | мф | Супердевочки. Героиня года                        | DC Super Hero Girls: Hero of the Year                 | Девушка-ястреб               |
| 2016 | аф | Ещё вчера                                         | おもひでぽろぽろ                                      | Баття                        |
| 2017 | мф | —                                                 | DC Super Hero Girls: Intergalactic Games              | Девушка-ястреб               |
| 2017 | мф | Эй, Арнольд! Кино из джунглей                     | Hey Arnold!: The Jungle Movie                         | Ольга Патаки                 |
| 2018 | мф | Скуби-Ду и Бэтмен: Отважный и смелый              | Scooby-Doo! & Batman: The Brave and the Bold          | Женщина-кошка                |
| 2021 | мф | Мой шумный дом: фильм                             | The Loud House Movie                                  | Луна Лауд                    |

### Телевизионные сериалы
- Братья Уэйэнсы[англ.] / The Wayans Bros. — ассистент
- Диагноз: убийство / Diagnosis: Murder — Рагна Кларк
- Мерфи Браун / Murphy Brown — Лаура
- Надежда Чикаго / Chicago Hope — Никки Ходж
- Озабоченные[англ.] / Shasta McNasty — фотограф
- Охотница[англ.] / The Huntress — Оливия
- Тревожный звонок[англ.] / Calls — 911 LA

### Видеоигры

#### Серия игрStarCraft
- Крылья свободы / StarCraft II: Wings of Liberty — Джессика Холл, королева[4]
- Звёздное ремесло II: Сердце Роя / StarCraft II: Heart of the Swarm — Загара[4]
- Наследие Пустоты / StarCraft II: Legacy of the Void — Загара[4]

#### Серия игрSonic the Hedgehog
- Соник Бум: Огонь и лёд / Sonic Boom: Fire & Ice — Барсучиха Стикс
- Sonic Boom: Rise of Lyric — Барсучиха Стикс, доктор Джинджер
- Sonic Boom: Shattered Crystal — Барсучиха Стикс